# Stefano Fenoglio

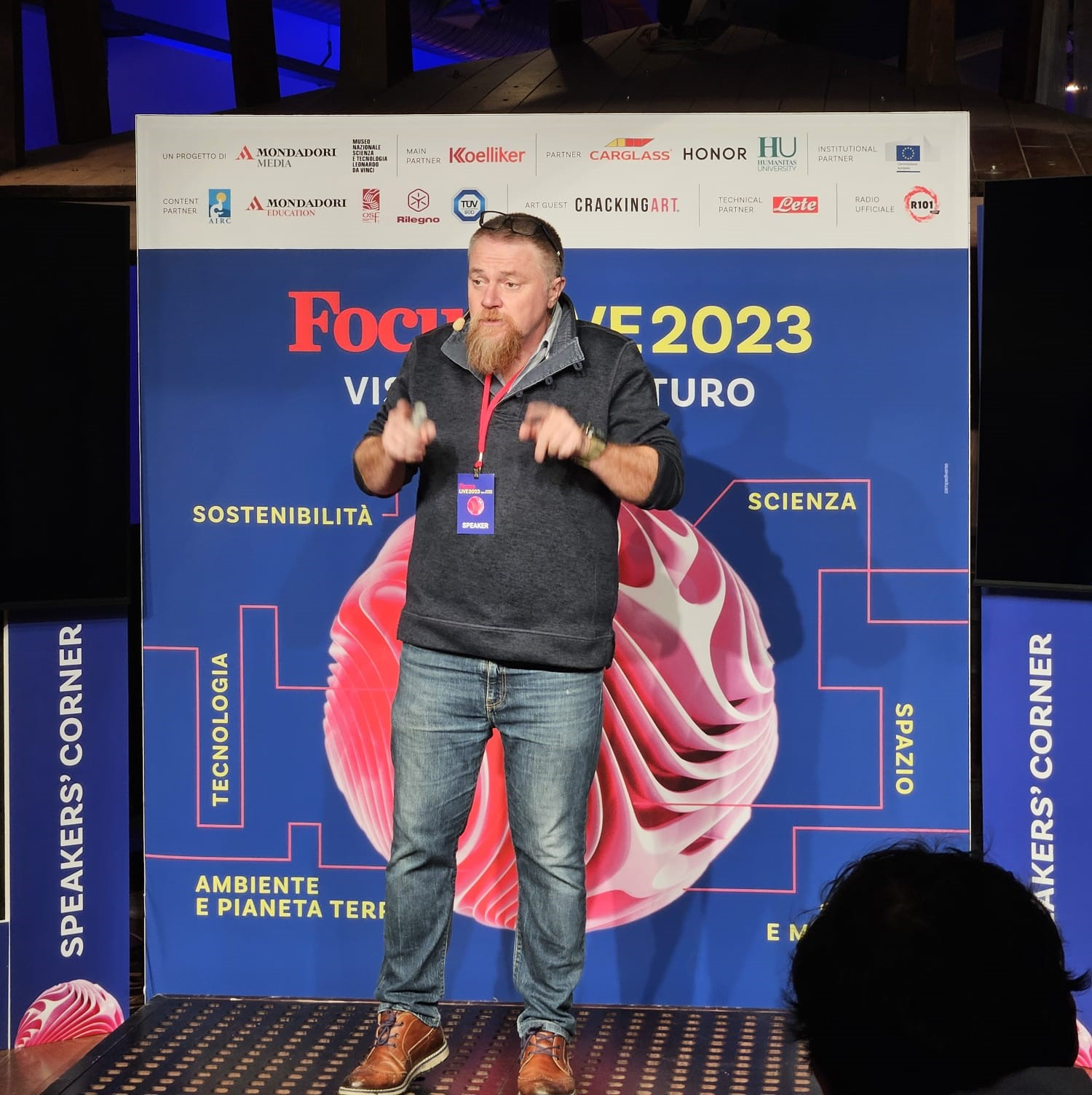
Stefano Fenoglio

Stefano Fenoglio (Bagnolo Piemonte, 14 marzo 1970) è un naturalista italiano, specializzato nello studio dei fiumi, della loro biodiversità e del loro rapporto con l'uomo.

## Biografia
Ha conseguito la laurea in Scienze naturali nel 1993 con una tesi sull'ittiofauna dei fiumi piemontesi presso l'Università degli Studi di Torino. Successivamente, ha ottenuto il Dottorato di ricerca (XIV ciclo) in Scienze Ambientali – Acque interne e Agroecosistemi nel 2002 presso l'Università del Piemonte Orientale.
Dopo aver ricoperto il ruolo di ricercatore, è diventato professore associato presso l'Università del Piemonte Orientale. Nel 2019, si è trasferito presso l'Università di Torino dove ricopre la carica di professore ordinario di Zoologia al Dipartimento di Scienze della Vita e Biologia dei sistemi (DBIOS).
È cofondatore del Centro per lo Studio dei Fiumi Alpini (ALPSTREAM), una struttura di ricerca nata dalla collaborazione tra gli atenei piemontesi e il Parco del Monviso, localizzata in Ostana (Valle Po).
È autore di oltre duecento pubblicazioni scientifiche e ha scritto due testi di didattica a livello universitario inerenti l'ecologia fluviale, oltre a numerosi testi divulgativi. Per la sua attività di ricerca ha vinto il Premio Marchetti nel 2003 e la menzione speciale della Società italiana di ecologia nel 2017, mentre per la sua attività in ambito divulgativo ha visto il Premio Michele Lessona (2012) del Museo regionale di scienze naturali di Torino e il Premio Exploit dell’Università del Piemonte Orientale (2017). Nel 2023 pubblica per la casa editrice Rizzoli il saggio Uomini e fiumi: storia di un’amicizia finita male, per la cui presentazione viene invitato in numerosi festival scientifici e letterari in diverse regioni italiane e per il quale vince il premio I Murazzi per la saggistica (2024).

## Opere
- Lineamenti di ecologia fluviale, co T. Bo. Città Studi/DeAgostini Scuola, 2009. ISBN 978-88-251-7346-8
- Animali di montagna delle Alpi sud occidentali, fotografie di Battista Gai. Fulìe/Fusta Editore, 2015. ISBN 978-88-95163-96-3
- Monviso, l'icona della montagna piemontese, con R. Mantovani, E. Cardonatti,  A. Costamagna. Fusta Editore, 2016. ISBN 978-88-98657-83-4
- Ecologia fluviale, con T. Bo, F. Bona, L. Ridolfi, R. Vesipa, P. Viaroli. UTET, 2019. ISBN 978-88-6008-523-8
- Uomini e fiumi: storia di un’amicizia finita male. Rizzoli, 2023. ISBN 9788817182294